# Mein Partner mit der kalten Schnauze 2
Mein Partner mit der kalten Schnauze 2 (Originaltitel: K-911) ist eine US-amerikanische Filmkomödie aus dem Jahr 1999. Die Regie führte Charles T. Kanganis, das Drehbuch schrieben Steven Siegel, Scott Myers und Gary Scott Thompson. Die Hauptrollen spielten Jim Belushi und Christine Tucci.
Der Film ist eine Fortsetzung der Filmkomödie Mein Partner mit der kalten Schnauze aus dem Jahr 1989, 2002 folgte der Film Mein Partner mit der kalten Schnauze 3.

## Handlung
Mike Dooley und sein Hund Jerry Lee arbeiten weiterhin bei der Polizei von Los Angeles. Dooleys Ehefrau Tracy ist mittlerweile verstorben. Dooley verfolgt einen Verbrecher, muss ihn aber erschöpft entkommen lassen. Auch Jerry Lee ist keine Hilfe, er hat Angst zu springen. Dooleys Vorgesetzter, Captain Roger Byers, ist der Meinung, Dooley und Jerry Lee befänden sich in einer schlechten körperlichen Verfassung. Ärztliche Untersuchungen bestätigen diese Annahme, die Tierärztin verordnet Jerry Lee eine Seniorenkost für Hunde, Dooley gibt Jerry Lee aber lieber nach wie vor Hot Dogs, Chilli und Gummibärchen zu fressen.
Dooley wird eine neue Partnerin zugeteilt, die Polizistin Welles, die den in den Niederlanden abgerichteten Dobermann Zeus führt. Dooley und Welles hatten in der Vergangenheit eine Affäre; Welles behauptet, dies zu bedauern. Dooley versucht seiner Partnerin zu zeigen, sie und ihr Hund wären nicht besonders nützlich. Er und Welles streiten unter anderem darüber, wer den Vordereingang und wer den Hintereingang benutzen soll, wenn beide einen Kriminellen besuchen und verhören wollen.
Dooley wird von Devon Lane belästigt, einem Psychopathen, der sich für seine vermeintlichen Erniedrigungen rächen will. Lane ruft Dooley an und beschießt sein Haus mit einem Präzisionsgewehr, trifft aber nur Dooleys Bierdose. Zuerst wird ein ehemaliger Gefängnisinsasse verdächtigt, den Dooley einst verhaftete und der auf Bewährung entlassen wurde. Er besitzt zwar ein Dutzend Schusswaffen, erweist sich aber als unschuldig und bedankt sich sogar bei Dooley, dass dieser seinen kriminellen Bruder ins Gefängnis gebracht hat.
Als Dooley und Welles einen Waffenhändler verhören wollen, kommt es zu einer Schießerei, das Auto Dooleys wird mit einem Raketenwerfer zerstört, Dooley verfolgt den Waffenhändler auf einem Fahrrad und nimmt ihn fest.
Der Psychopath wird als Devon Lane identifiziert, der vor Jahren bei der als Lektorin arbeitenden Ehefrau Dooleys das Manuskript eines Kriminalromans einreichte. Die Veröffentlichung des Romans wurde damals abgelehnt.
Dooley nimmt der Tod seiner Frau noch immer sehr mit, Wells tröstet ihn, „jeder Mensch stirbt einmal“. Dooley und Welles verbringen bei Dooley ein paar schöne Stunden miteinander, Dooley gewinnt mit einem Stück Pizza und einer Runde Gassigehen das Vertrauen zu Welles Dobermann Zeus. Welles verschläft Dooleys Kochkünste und als er ihr Frühstück servieren will, ist sie verschwunden.
Devon Lane will nun sein Werk vollenden, er dringt in die Polizeiwache ein und nimmt Welles als Geisel. Dooley erscheint mit Jerry Lee und Zeus im Schlepptau, nach einem Schusswechsel flüchtet Lane aufs Dach des Gebäudes, Dooley verfolgt ihn, Lane überwältigt Dooley, schießt ihm ins Bein und will Dooley erschießen. Jerry Lee überwindet seine Angst, springt auf den Verbrecher und rettet somit seinem Herrchen das Leben. Lane wird festgenommen und Dooley ins Krankenhaus gebracht, dort wird er später von Welles und den Hunden abgeholt und Dooley und Welles diskutieren, ob sie chinesisch oder italienisch essen gehen sollen.

## Kritiken
Steve Crum bezeichnete die Handlung in Kansas City Kansan als „sentimental“.
Michael Dequina bezeichnete den Film auf Mr. Brown's Movies als „langweilig“ und verglich ihn mit einer „Sitcom“.
Prisma schrieb, der Film sei „amüsant“ und actionsreicher als der erste Film.
Das Lexikon des internationalen Films schrieb, der Film beinhalte neben „einigen hübschen Einfällen“ auch „einige Plattheiten“ und schwanke wie der Vorgänger „zwischen Komik und pausenlosen Schießereien“.

## Hintergründe
Die Dreharbeiten dauerten sechs Wochen, James Belushi beklagte in einem Interview den Zeitdruck. Er gab zu, am Projekt vorwiegend aus finanziellen Gründen teilgenommen zu haben. Belushi lobte die Fähigkeit des Improvisierens von Christine Tucci.